# Ciutat de la Justícia de València
La Ciutat de la Justícia de València és un complex immobiliari que allotja diversos organismes judicials de la ciutat de València. Fou inaugurat el 2003, pel llavors president de la Generalitat valenciana José Luis Olivas, amb presència del llavors ministre de Justícia, José María Michavila,  el ministre de Treball, Eduardo Zaplana, l'alcaldessa de València, Rita Barberá i diversos membres del Consell General del Poder Judicial.
Allotja la seu de l'Audiència Provincial de València.